# Bossonnens
Bossonnens (antiguamente en alemán Bossum) es una comuna suiza del cantón de Friburgo, situada en el distrito de Veveyse. Limita al norte con la comuna de Oron (VD), al sureste y sur con Attalens, y al oeste con Granges (Veveyse).

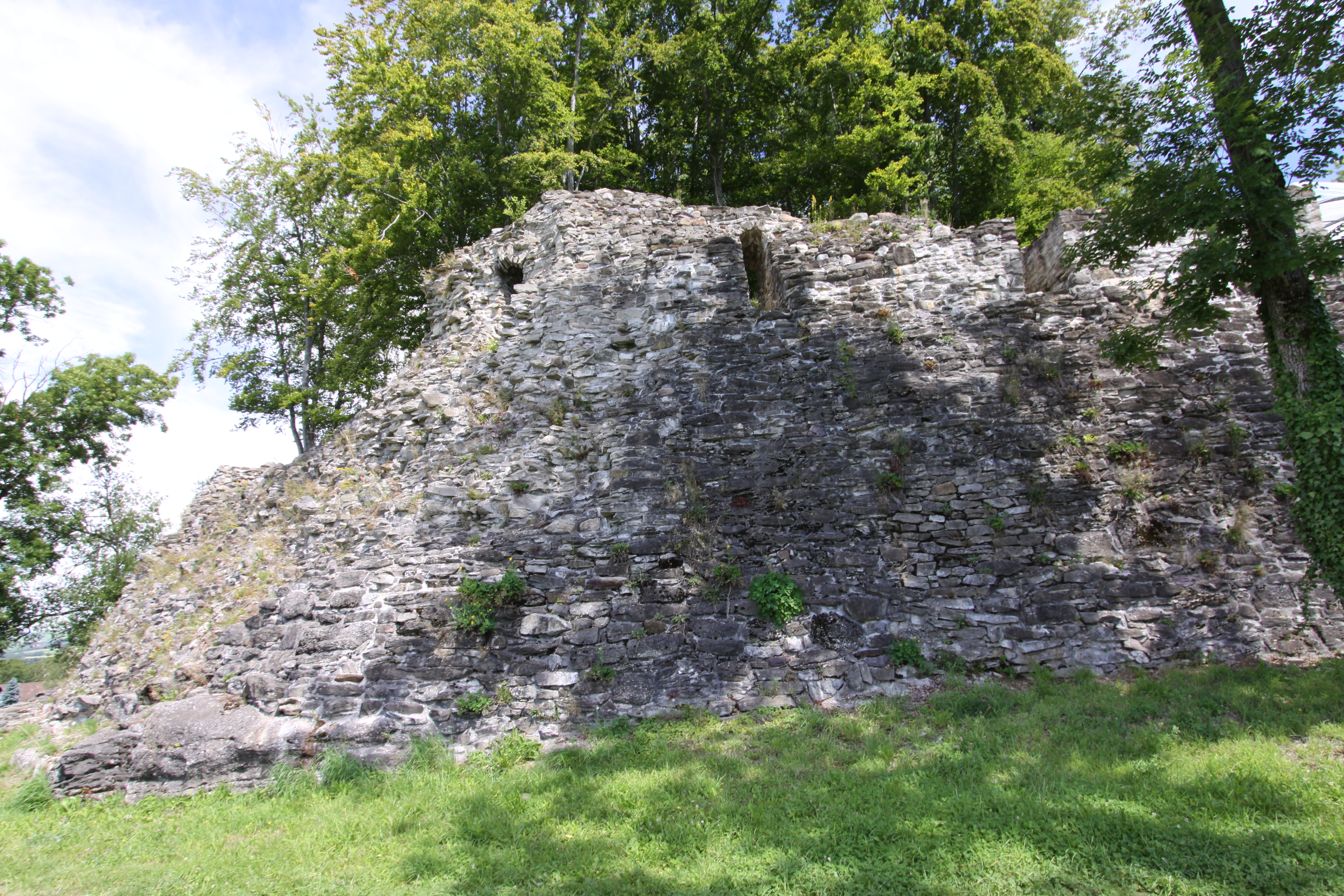
Ruinas del castillo de Bossonnens.